# Marmarodeceia hendeli
Marmarodeceia hendeli är en tvåvingeart som beskrevs av Shewell 1986. Marmarodeceia hendeli ingår i släktet Marmarodeceia och familjen lövflugor. Inga underarter finns listade i Catalogue of Life.